# Mairie de Mons (metrostation)
Het station Mairie de Mons is een metrostation van lijn 2 van de metro van Rijsel, gelegen in de Franse gemeente Mons-en-Barœul. De naam betekent "Gemeentehuis van Mons" en verwijst naar dit gebouw dat zich nabij het metrostation bevindt.